# Tunnel de faîte du Hauenstein
Le tunnel de faîte du Hauenstein ou Hauenstein-Scheiteltunnel (de) est un tunnel ferroviaire suisse percé entre 1853 et 1858. Anciennement à double voie, il est maintenant à voie unique, une seconde voie ne se justifie plus depuis la mise en service en 1916 de son grand frère le tunnel de base du Hauenstein.
Situé sur la ligne du Hauenstein, il relie les localités de Läufelfingen et de Trimbach.

## Histoire

### Incendie de 1857
Fin mai 1857, un incendie a fait environ 52 morts parmi les ouvriers et 11 sauveteurs qui sont morts en entrant dans le tunnel principalement en raison des fuites de gaz. Une dizaine de chevaux périront également dans l'incendie. Sous le puits n°1 avait été placée une forge pour réparer les outils. Dans le voisinage se trouvait une machine à vapeur pour chasser la fumée et la vapeur produites par les explosions et l'éclairage, et pour amener de l'air frais dans le tunnel. Pour l'alimentation de la machine et des ateliers, il se trouvait dans le tunnel une certaine quantité de houille et une masse assez considérables de bois pour les échafaudages : le puits lui-même, d'une profondeur de plusieurs centaines de pieds, était revêtu de poutres et d'ouvrages en bois desséchés par la grande chaleur provenant du voisinage de la machine à vapeur. Le feu éclata dans la forge et se communiqua aux ouvrages en bois,,.

## Exploitation
- Regio
- IC, IR, ICE, TGV Lyria, trains marchandises, en cas de fermeture du tunnel de base du Hauenstein.